# Gununglarang
Gununglarang is een bestuurslaag in het regentschap Majalengka van de provincie West-Java, Indonesië. Gununglarang telt 4109 inwoners (volkstelling 2010).